# 非政治主義
非政治主義（ひせいじしゅぎ、英語: apoliticism）とは、あらゆる政治的色彩のある事柄への無関心または嫌悪を指す。コリンズ英語辞書では「政治的中立」「政治傾向、政治的内容、政治的バイアスがない」を意味するとしている。